# Krožna frekvenca
Króžna frekvénca je v fiziki količina, ki opisuje hitrost kroženja. Določena je kot število nihajev v času 2π sekund. Običajno se jo označuje z grško črko ω (omega).
Velikost psevdovektorja {\displaystyle \omega =\|{\boldsymbol {\omega }}\|\!\,} predstavlja kotno hitrost (ali kotno frekvenco), kotno hitrost, s katero se telo vrti ali [kroži. Smer psevdovektorja {\displaystyle {\hat {\boldsymbol {\omega }}}={\boldsymbol {\omega }}/\omega \!\,} je pravokotna na trenutno ravnino vrtenja ali kotnega premika.
Krožna frekvenca je premo sorazmerna s frekvenco ν, ki meri število nihajev v eni sekundi, oziroma obratno sorazmerna s trajanjem periode:
{\displaystyle \omega ={\frac {2\pi }{T}}={2\pi \nu }\!\,,}
kjer je {\displaystyle T\!\,} trajanje periode (v sekundah) in ν frekvenca (v Hz). Enota za merjenje krožne frekvence je tako s-1 ali Hz.